# Jarosław Neneman
Jarosław Bronisław Neneman (ur. 29 września 1963 w Łodzi) – polski ekonomista i urzędnik państwowy, doktor nauk ekonomicznych. W latach 2010–2014 doradca społeczny prezydenta RP ds. samorządu, podsekretarz stanu w Ministerstwie Finansów (2004–2005, 2006, 2014–2015, od 2023).

## Życiorys
Studiował na Wydziale Ekonomiczno-Socjologicznym Uniwersytetu Łódzkiego (1982–1989), uzyskując specjalizację z marketingu (1987) i handlu zagranicznego (1989). Studia podyplomowe odbył na Uniwersytecie Środkowoeuropejskim w Pradze. W 1997 pod kierunkiem Marka Belki uzyskał stopień doktora nauk ekonomicznych na Uniwersytecie Łódzkim na podstawie dysertacji Redystrybucyjne konsekwencje wprowadzenia VAT w Polsce.
Pracował na UŁ jako asystent, następnie adiunkt w Instytucie Ekonomii oraz w Centrum Dokumentacji i Studiów Podatkowych. Wykładał również na Uczelni Łazarskiego w Warszawie, na której kierował Katedrą Finansów i Bankowości. Został też starszym specjalistą badawczo-technicznym w Katedrze Finansów i Rachunkowości Wydziału Nauk Ekonomicznych Uniwersytetu Warszawskiego.
Jednocześnie zajmował się doradztwem w sektorze bankowym. Od 2003 był doradcą w Ministerstwie Finansów. W kwietniu 2004 objął stanowisko szefa gabinetu politycznego ministra finansów Mirosława Gronickiego, a we wrześniu tego samego roku został podsekretarzem stanu w tym resorcie. Odwołany przez premiera Kazimierza Marcinkiewicza z tego stanowiska w grudniu 2005. Ponownie funkcję wiceministra finansów pełnił od maja do listopada 2006.
W październiku 2010 został powołany na doradcę społecznego prezydenta Bronisława Komorowskiego ds. samorządu. W listopadzie 2014 ponownie objął stanowisko wiceministra w resorcie finansów. Pełnił tę funkcję do listopada 2015. 18 grudnia 2023 po raz kolejny powołany na stanowisko podsekretarza stanu w Ministerstwie Finansów (został wówczas rekomendowany przez Polskę 2050).

## Odznaczenia
W 2015 został odznaczony Odznaką Honorową za Zasługi dla Samorządu Terytorialnego.

## Życie prywatne
Syn Bogumiła i Stefanii. Jest żonaty, ma trzech synów.